# Hildegárd
A Hildegárd germán eredetű női név, jelentése: harc + védett hely, védelem.

## Rokon nevek
Hilda

## Gyakorisága
Az 1990-es években a Hildegárd szórványos név, a 2000-es években nem szerepel a 100 leggyakoribb női név között.

## Névnapok
- szeptember 17.[2]

## Híres Hildegárdok
- Bingeni Boldog Hildegárd (1098–1179), német bencés apátnő, zeneszerző, orvos.